# Nirvana (Sam Smith)
Nirvana è l'unico EP del cantautore britannico Sam Smith, pubblicato il 4 ottobre 2013.

## Tracce
1. Safe with Me – 3:04
2. Nirvana – 3:22
3. I've Told You Now (Live at St Pancras Old Church, London 2013) – 4:00
4. Latch (acustica) – 3:41
5. Lay Me Down – 4:13

### Tracce aggiuntive edizione statunitense
1. Together (Disclosure, Sam Smith, Nile Rodgers e Jimmy Napes) – 2:22
2. Money on My Mind – 3:14
3. Nirvana (Harry Fraud remix) – 3:17